# ماسایوکی ماتسوناگا
ماسایوکی ماتسوناگا (انگلیسی: Masayuki Matsunaga؛ زادهٔ ۲۳ مارس ۱۹۷۰) ژیمناست هنری اهل ژاپن بود.